# Аутариати
Аутариатите (на латински: Autariatae; на старогръцки: Αὐταριάται) са античен илирийски народ.
В края на VI век пр. Хр създават обширно политическо обединение в северо-източната част на Динарските планини, като воюват успешно срещу трибалите на изток и ардиеите и дарданите на юг. Наброяват около 20 000 души. В края на IV век пр. Хр. аутариатите престават да се споменават в източниците, като по археологически данни в долното Поморавие се смесват със скордиските. Групи аутариати се насочват и към Пеония и Македония, където са покорени от Касандър, както и към земите на трибалите, а впоследствие на гетите.